# Shooter's sandwich
Shooter's sandwich (Sandwich của thợ săn) là một loại sandwich bít tết, bao gồm bít tết nấu chín và nấm được cho vào trong một ổ bánh mì rỗng ruột rồi sau đó làm nén nó lại. Món sandwich phổ biến ở Anh này thường được ví như thịt bò Wellington kết hợp với bánh mì hơn là bánh pastry. 

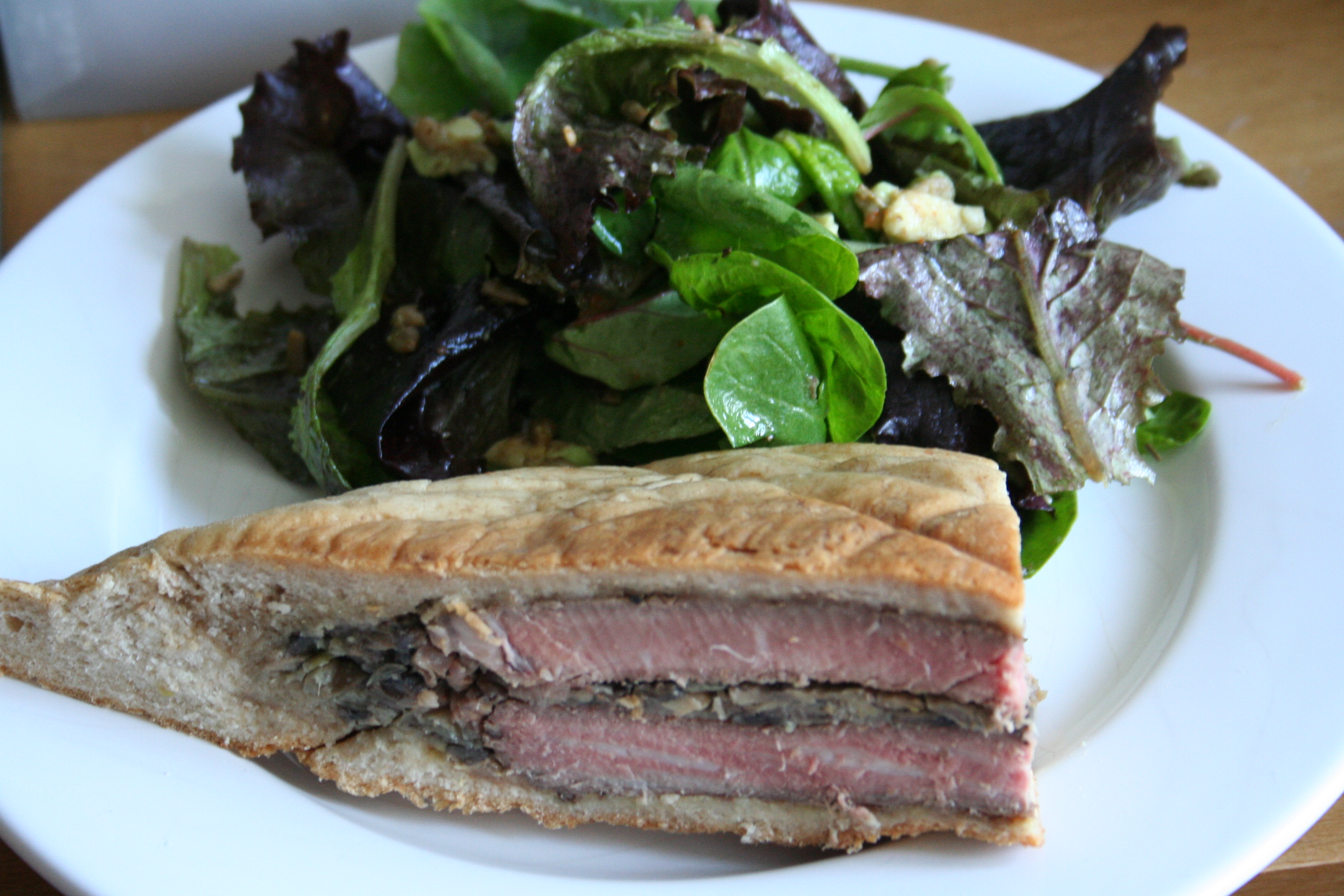
Bánh shooter's sandwich với salad

Bánh shooter's sandwich được chế biến bằng cách dùng thịt bò thăn nấu chín, nấm nấu chín, muối và hạt tiêu cho vào một ổ bánh mì dài, rỗng ruột. Sau đó, bánh sẽ được ép lại. Thông thường người ta sẽ ủ sandwich qua đêm, làm cho nước thịt ngấm vào bánh mì.
Các phần thịt bò khác, chẳng hạn như đùi thăn, đùi con mắt và thăn ngoại bò cũng được sử dụng để chế biến món này. Hành tây nấu chín hoặc hẹ tây đôi khi được sử dụng cho món ăn, cũng như duxelles—một chế phẩm xào của nấm, hành tây hoặc hẹ tây, cùng với các loại thảo mộc, được chế biến thành hỗn hợp sệt. Thỉnh thoảng người ta còn dùng mù tạt Dijon và cải ngựa làm gia vị ăn kèm.

## Lịch sử
Shooter's sandwich có nguồn gốc ở Anh vào thời Edward. Bánh được tạo ra như một bữa ăn thịnh soạn cho các thợ săn. Bây giờ món ăn còn được sử dụng trong cả bữa ăn tại nhà hoặc như một loại thực phẩm xách tay khi đi du lịch.
Một chiếc bánh sandwich tương tự xuất hiện trong Le Guide Culinaire, được xuất bản năm 1903 bởi Auguste Escoffier (mục số 4962) và được gọi là "Bookmaker's Sandwich"
Vào ngày 13 tháng 11 năm 1996, chương trình dạy nấu ăn Two Fat Ladies đã trình bày cách chế biến món shooter's sandwich (Phần 1, Tập 6, "Food in the Wild").
Món ăn này đã trở thành một meme nhỏ trên Internet sau khi một bài báo ngày 7 tháng 4 năm 2010 do Tim Hayward chắp bút và được xuất bản bởi The Guardian, đã tuyên bố rằng shooter's sandwich là loại sandwich ngon nhất thế giới. Bài báo này cũng mô tả món bánh mì kẹp này là "thành tựu của nền ẩm thực thời Edward."